# Fuan no Tane
Fuan no Tane (不安の種), letteralmente "Seme dell'Ansia", è una raccolta antologica di storie Horror, tutte di diversa durata (alcune di anche solo una pagina), scritte e disegnate dal mangaka Masaaki Nakayama. Alcune storie sono state estrapolate e riadattate in un omonimo film live-action del 2013 diretto dal regista Toshikazu Nagae. La raccolta ha avuto a sua volta due seguiti: 不安の種+ (Fuan no Tante Plus) e 不安の種* (Fuan no Tane Asterisk) scritte e disegnate dal medesimo autore.

## Storie
Tutte le storie raccontate sono autoconclusive e totalmente scollegate una dall'altra: anche se alcune creature antagoniste si ripresentano a diverse vittime o un protagonista compare più volte fra i vari volumi e seguiti, non ci sono elementi di collegamento se non il fatto che tutti stanno vivendo delle esperienze paranormali. Nell'ultima storia del terzo volume, una versione disegnata di Masaaki Nakayama si scusa con il pubblico per non aver riportato alcuna vicenda di fantasmi vissuta da lui medesimo, affermando che tutte quelle racchiuse nella raccolta gli sono state raccontate da chi le ha vissute veramente.

## Film Live-Action
Nel 2013 lo studio huann-movie rilascia per il mercato cinematografico giapponese una versione riadattata della raccolta antologica intitolato 不安の種 (Fuan no Tane) ma conosciuto anche con il titolo internazionale di Pet Peeve; nel cast figurano attori come Anna Ishibashi, Kenta Suga, Kodai Asaka, Kanji tsuda e Shimako-Iwai. 
A seguito di un incidente motociclistico, la protagonista Takumi (Asaka Kodai) inizia a percepire le entità paranormali intorno a lei e a vivere esperienze traumatizzanti.
Il film, come il fumetto, sono inediti in Italia.

## Seguiti
Il Manga è stato estremamente popolare fra gli amanti del weirdo e dell'horror psicologico, così nel 2007 è stato rilasciato il primo seguito: 不安の種 + (Fuan no Tane Plus), altra raccolta antologica di storie horror a tema fantasmi.
Dopo gli eventi che hanno portato Masaaki Nakayama a terminare i lavori su PTSD Radio nel 2018, il mangaka è tornato a lavorare sul progetto Fuan no Tane iniziando la pubblicazione di: 不安の種 * (Fuan no Tane Asterisk).
Secondo il sito Anime News Network, il manga avrà un totale di 8 volumi e verrà in fine raccolto in un unico volume omnibus ma attualmente i lavori risultano ancora in corso.